# Gustav-Adolf-Kirche (Ober-Roden)

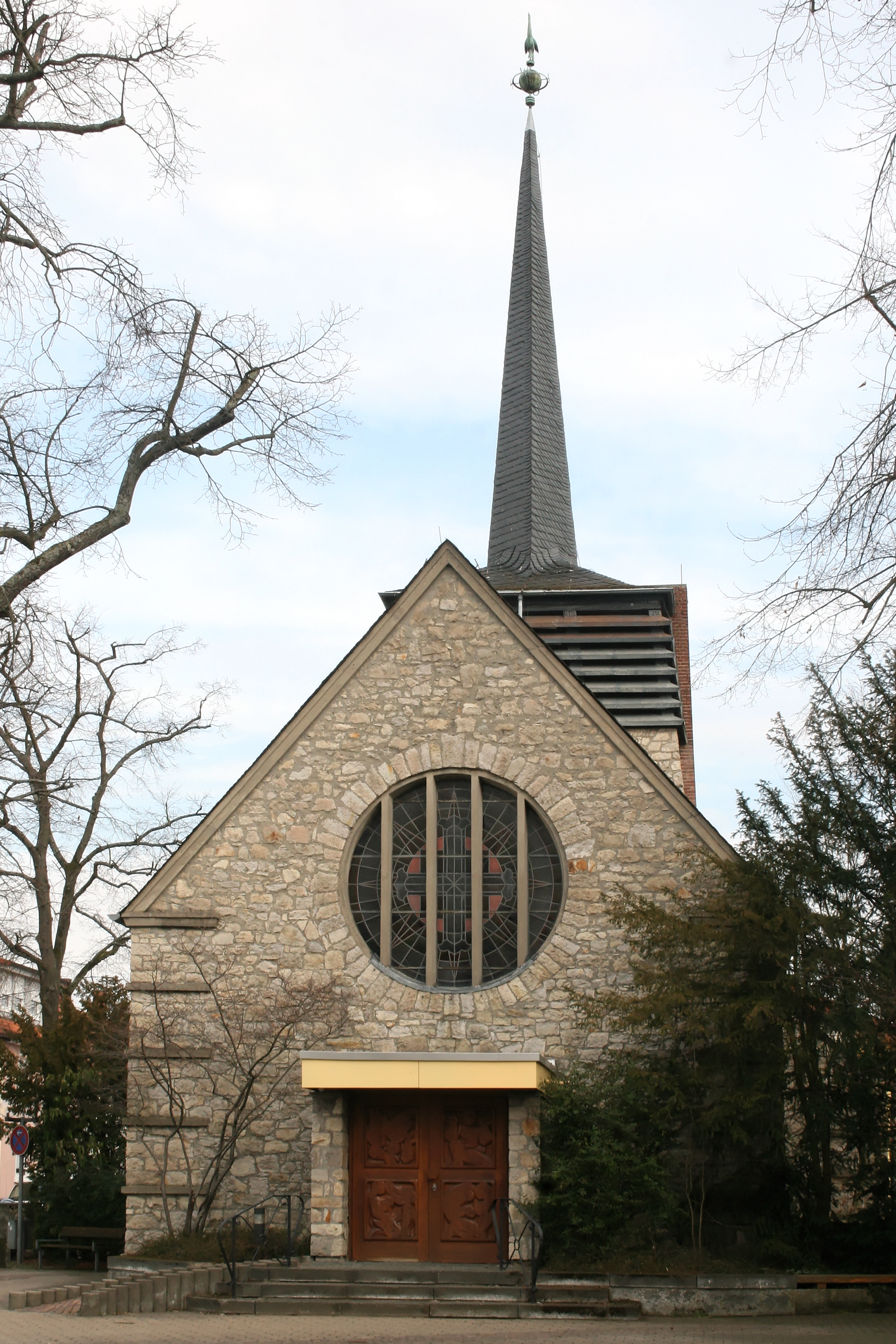
Die Gustav-Adolf-Kirche in Ober-Roden, erbaut 1928–1929

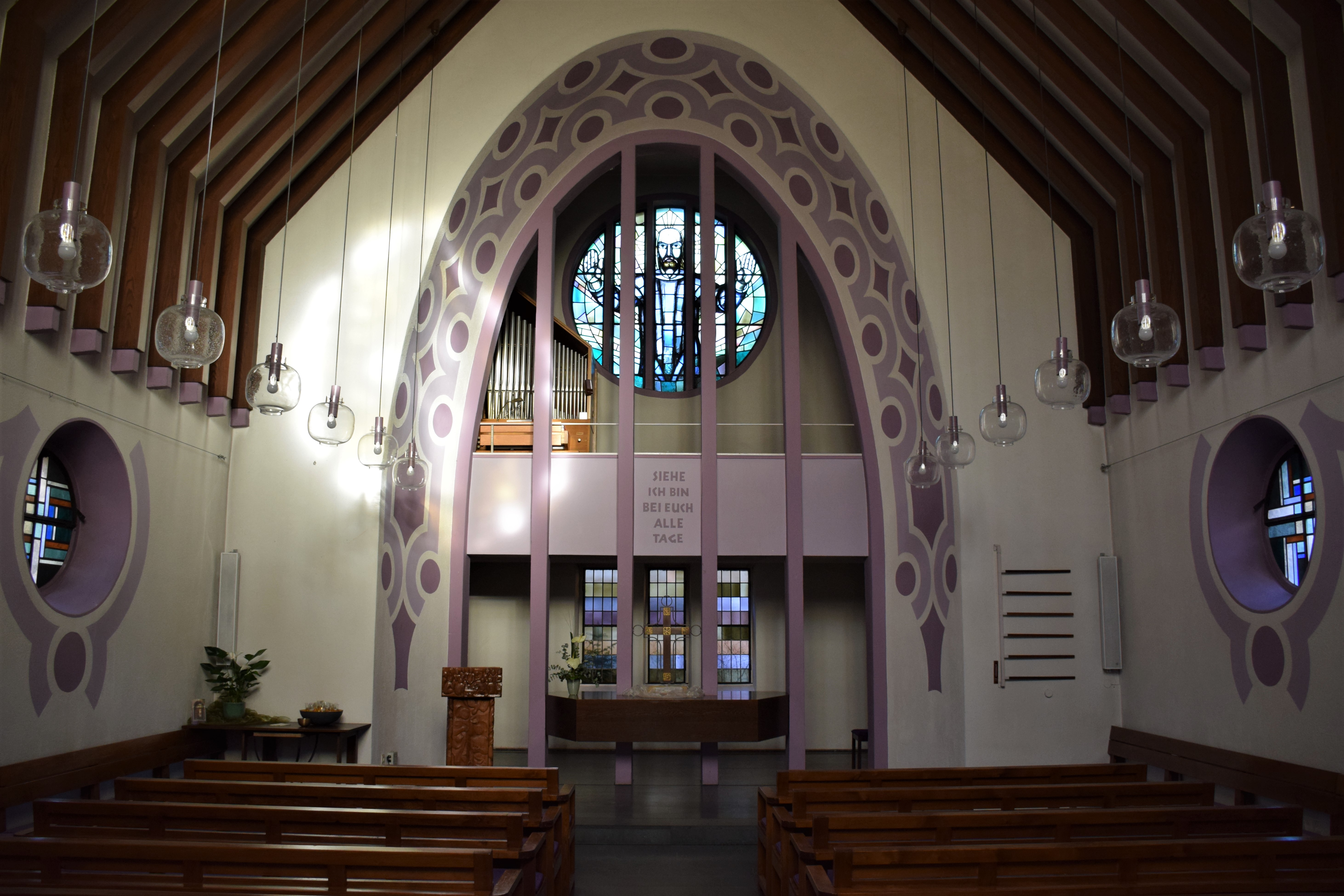
Innenraumansicht

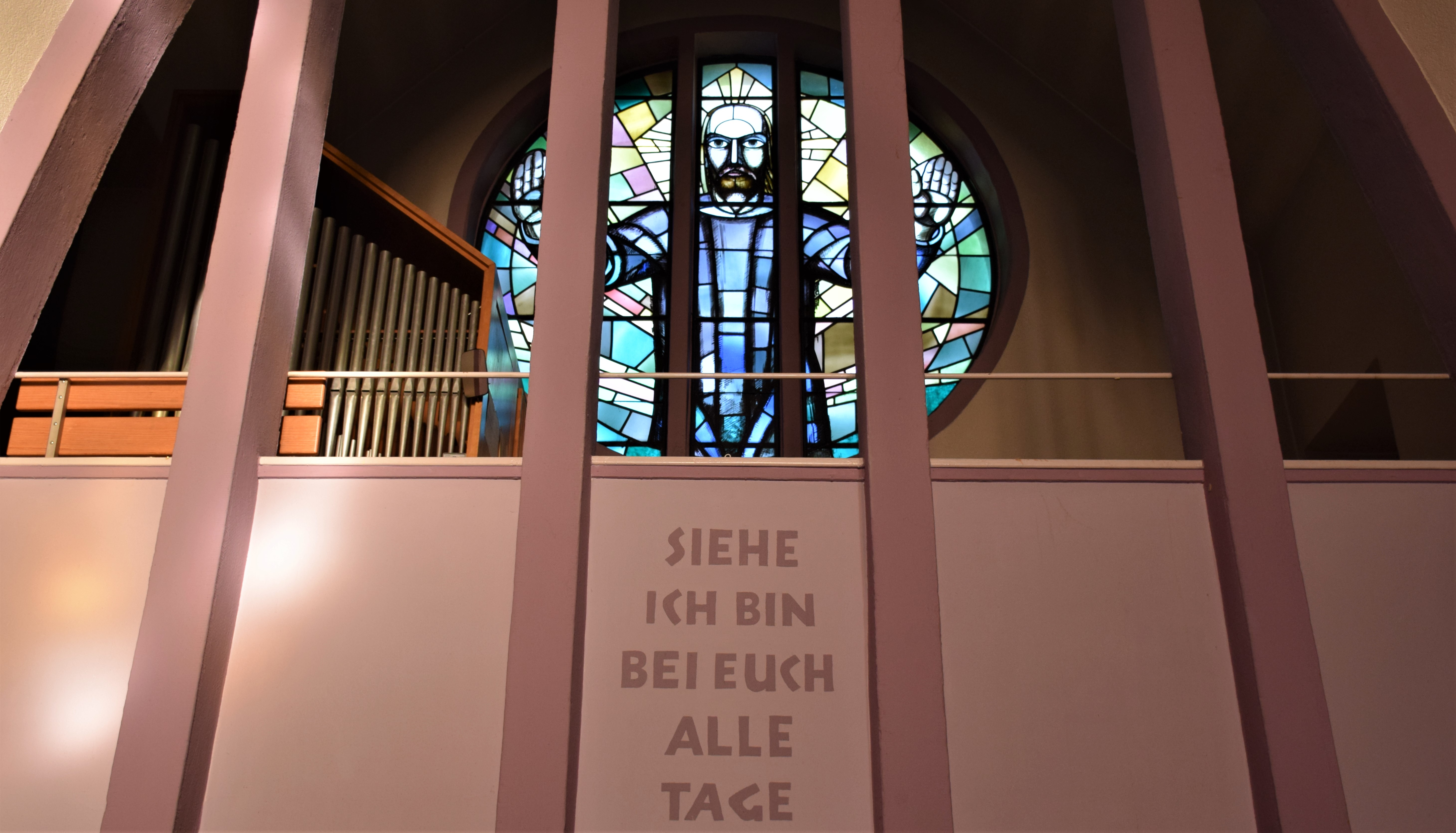
Empore

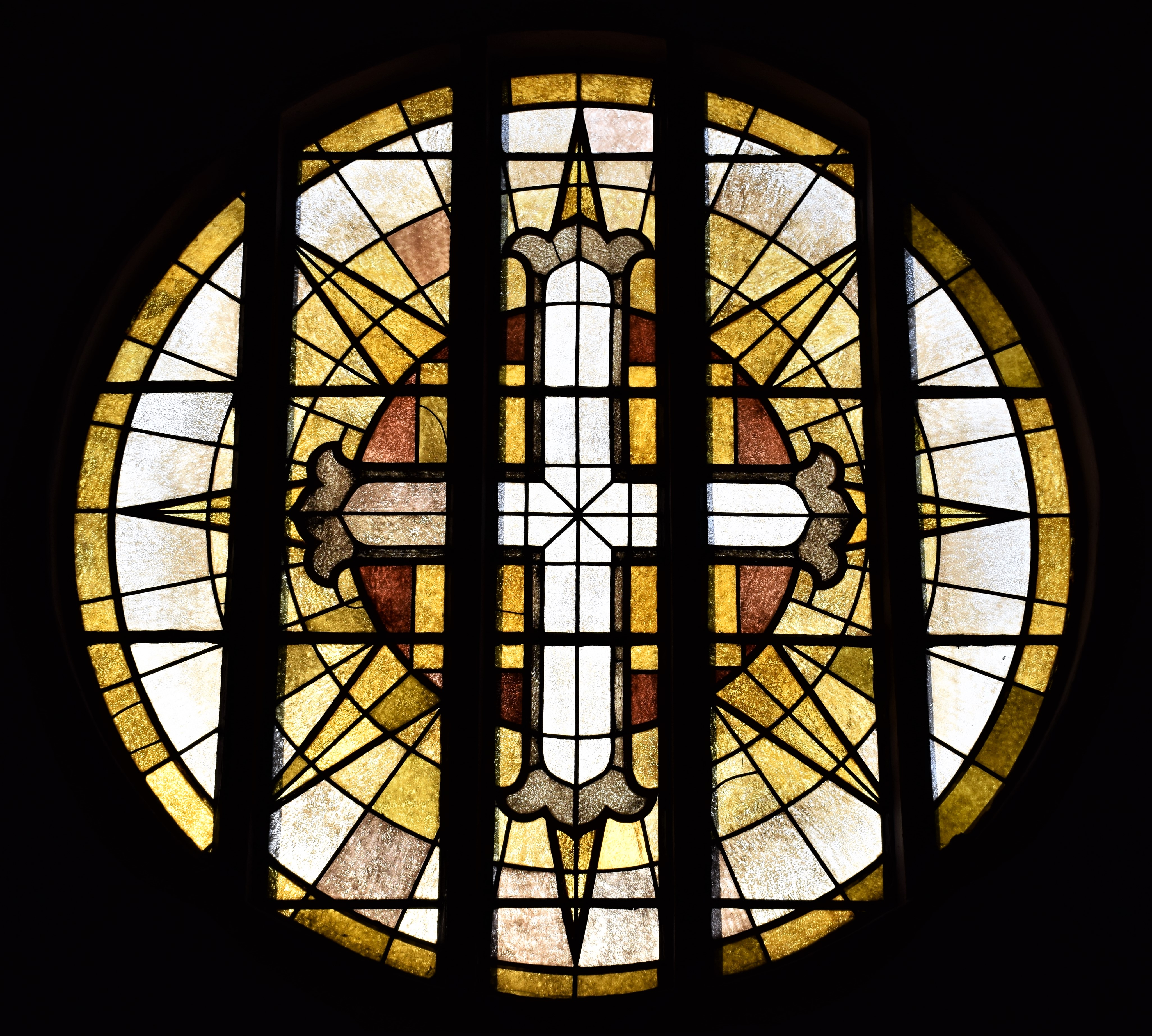
Rundfenster über dem Kircheingang

Die evangelische Gustav-Adolf-Kirche ist ein unter Denkmalschutz stehendes Kirchengebäude im Rödermärker Stadtteil Ober-Roden in Südhessen. Sie wird von der evangelischen Kirchengemeinde Rödermark genutzt, die zum Dekanat Dreieich-Rodgau der Evangelischen Kirche in Hessen und Nassau (EKHN) gehört.

## Geschichte
Ober-Roden blieb lange Zeit fast ausschließlich katholisch. Erst durch den Anschluss Ober-Rodens an das Eisenbahnnetz entwickelte sich der Ort zu einem lokalen Bahnknotenpunkt, wodurch auch der Anteil der evangelischen Bevölkerung in Ober-Roden erheblich zunahm. Zählte die Gemeinde im Jahr 1871 nur 27 evangelische Christen, so waren es im Jahr 1925 bereits 152 geworden. Gottesdienste fanden zu dieser Zeit noch im leerstehenden Schulsaal sowie im Speicher des neuen Schulhauses in Ober-Roden statt.
Erst 1922 gelang es dem Kirchenvorstand der evangelischen Gemeinde, ein Grundstück am damaligen Ortsrand zu erwerben, das für den Bau einer eigenen Kirche reserviert wurde. In den darauffolgenden Jahren sammelte die Gemeinde Geld in einem Kirchenbaufonds an, das jedoch aufgrund der Hyperinflation 1923 praktisch wertlos wurde. Um den Bau eines eigenen Kirchengebäudes dennoch realisieren zu können, ergriffen viele Gemeindemitglieder Eigeninitiative, indem sie selbst größere Geldbeträge spendeten und Sammlungen in der Umgebung durchführten. Einen wesentlichen Beitrag zur Finanzierung des Bauvorhabens leistete auch die Gustav-Adolf-Stiftung, ohne deren Unterstützung der Kirchenneubau nicht bereits 1928 hätte begonnen werden können.
Die neue Kirche wurde nach Plänen des Darmstädter Architekten Wilhelm Pfuhl gebaut. Der erste Spatenstich wurde am 7. Mai 1928 vollzogen, bevor etwa einen Monat später (am 3. Juni 1928) die Grundsteinlegung folgte. Am 9. Juni 1929 trafen die neuen Glocken aus der Glockengießerei F. W. Rincker aus Sinn am Bahnhof in Ober-Roden ein und wurden bereits am darauffolgenden Tag im Turm des Neubaus aufgehängt und erstmals geläutet. Die Weihe der neuen Kirche folgte am 28. August 1929. Da ihre Errichtung nur dank großer finanzieller Hilfe durch die Gustav-Adolf-Stiftung möglich geworden war, erhielt sie den Namen Gustav-Adolf-Kirche.
Im Zuge des Zweiten Weltkriegs wurden die drei Glocken der Kirche zum Zweck der Metallgewinnung konfisziert. Auch die meisten Kirchenfenster, vor allem das Rundfenster über dem Kircheneingang, wurden bei einem Bombenangriff auf Ober-Roden zerstört. Die Fassade und das Gemäuer der Kirche überstanden den Krieg jedoch unbeschadet.
1953 konnten dank Spenden aus der Ober-Röder Bevölkerung drei neue Glocken von der Gießerei Rincker aus Sinn gekauft werden, die noch heute im Turm der Kirche hängen.
Am 1. April 1963 wurde die evangelische Kirchengemeinde Ober-Roden, die Ende 1961 bereits etwa 2500 Mitglieder zählte, zu einer eigenständigen Pfarrei erhoben.
Von 1977 bis 1979 wurde die Gustav-Adolf-Kirche einer grundlegenden Außen- und Innenrenovierung unter Aufsicht der Architekten Friedrich W. Baier aus Seeheim, H. und E. Hutsch aus Rödermark und Erich Roth aus Neu-Isenburg unterzogen. Dabei wurde der Eingangsvorbau ausgeschmückt, der Altarraum umgeordnet und beschädigte Glaselemente ihrer ursprünglichen Gestaltung angepasst.
Zum 1. Januar 2025 fusionierte die Kirchengemeinde mit der evangelischen Gemeinde in Urberach zur Evangelischen Kirchengemeinde Rödermark. Seitdem stellt die Gustav-Adolf-Kirche in Ober-Roden neben der Petruskirche in Urberach einen von zwei Gottesdienstorten innerhalb der neuen, das gesamte Stadtgebiet umfassenden Gemeinde dar.

## Baubeschreibung
Die Gustav-Adolf-Kirche befindet sich südlich der Altstadt von Ober-Roden und östlich der Bahnstrecke nach Dieburg. Der im Straßenverlauf zurückgesetzte, natursteinsichtige Bau erhebt sich frei auf T-förmigem Grundriss. Das Kirchengebäude gliedert sich in einen kleinen Eingangsvorbau, ein langgestrecktes sattelbedachtes Schiff und einen querschiffartigen Chorturm mit spitzer Turmnadel.

## Ausstattung
Eingangstür, Altar, Lesepult und Tauftisch stammen vom Bildhauer Friedrich Höfer aus Reichelsheim.
Die Glasgestaltung wurde von der Werkstatt Robert Münch aus Groß-Umstadt ausgeführt.

## Geläut
1953 wurde das heutige, aus drei Glocken bestehende Geläut im Turm aufgehängt. Es stammt aus der Glockengießerei Rincker in Sinn und setzt sich aus den im Folgenden genannten Glocken zusammen:
| Glocke          | Gewicht | Durchmesser | Tonlage | Inschrift                                                                                     |
| --------------- | ------- | ----------- | ------- | --------------------------------------------------------------------------------------------- |
| Große Glocke    | 219 kg  | 741 mm      | c       | „Ach bleib mit deiner Gnade, Jesus Christus, gestern und heute und derselbe auch in Ewigkeit“ |
| Mittlere Glocke | 134 kg  | 620 mm      | es      | „Danket dem Herrn, wachet, stehet im Glauben, seid männlich und seid stark“                   |
| Kleine Glocke   | 092 kg  | 557 mm      | f       | „Allein Gott in der Höh sei Ehr“                                                              |

Werden alle Glocken zusammen geläutet, so erklingt das Te-Deum-Motiv.